# Trail of Justice
Pour plus de détails, voir Fiche technique et Distribution.
Trail of Justice (litt. Le sentier de la justice) est un western américain réalisé par Nick DeBoer et sorti en 2020.

## Synopsis
Will et Jeff Lawson émigrent vers l'ouest après la perte de leurs parents, avec leur cousin Sydney. Ils sauvent a vie d'un pistolero, Drew Wesley, aux mains d'une bande de hors-la-loi, le gang Denson. Poursuivis par ce gang, ils n'y échappent que grâce à l'intervention d'un vieil Indien, gardien d'un cimetière. Ils arrivent tous les quatre dans la petite ville d'Overlook. Drew ne tarde pas à rencontrer la jolie Laura, fille du maire, qu'il protège d'une bande de petits prétentieux locaux, ce qui lui vaut, ainsi qu'à Sydney, de passer la nuit en prison. Les deux frères sont eux recueillis par le pasteur du lieu, qui les écoute et les invite à dépasser leur amertume pour vivre d'espérance. Tous les quatre décidés à rester jusqu'à la prochaine fête du village, ils assistent ce soir-là à un raid de supposés Indiens (en fait les membres du gang Denson déguisés), et Will est tué d'une flèche. Désirant venger son frère, Jeff ramène l'indien qui les avait sauvés du gang en le présentant au shérif. Mais c'est alors que se révèle la véritable personnalité du maire, le père de Laura, qui avait commandité ce raid du gang pour pouvoir éliminer le dit Indien, parce que ce dernier était le seul à pouvoir révéler son passé peu honnête. Blessant Drew, il est alors confronté à sa fille qui l'a vu faire. Il s'enfuit alors vers le gang, et leur intime d'attaquer les Indiens. Le gang est alors réduit à néant lors de son attaque des Indiens, aidés de Jeff et de Sydney. Au moment d'exécuter le maire, Jeff se retient et le laisse en vie, brisant la chaine de la vengeance.

## Fiche technique
Sauf indication contraire, les informations mentionnées dans cette section peuvent être confirmées par la base de données cinématographiques IMDb,  présente dans la section « Liens externes ».
- Titre anglais original : Trail of Justice
- Réalisateur : Nick DeBoer
- Scénario : Chase Jessop, David Kolenda
- Durée : 105 h[1]
- Production : Luke Valimont pour Eagle Ridge Studios
- Pays de production :  États-Unis[2]
- Langue originale : anglais[2]
- Date de sortie : 
  - États-Unis : 29 février 2020 (Hamilton, Montana)[3]

## Distribution
- Luke Valimont : Jeff Lawson
- Gideon Valimont : Will Lawson
- Christian Jessop : Sydney Lawson
- Andrew Knoll : Drew Wesley
- Stephen Jarvis : Atticus Gradenson, le maire
- Hollee Kolenda : Laura Grandenson
- David Kolenda : Reverend Mark
- Chase Jessop : Bully
- Bradley Herbert : Brad Wilde
- Robert Weber : Trace Anderson
- Jocko Hendrickson : Kitchi, le pied-noir gardien du cimetière
- Robert A. Rogers : Clay Hobbs
- James Murphy : Sheriff Toad
- Jeffrey Bryce Allred : Jack Fletcher
- Jeffery Valimont : Bill Larce
- Jeremy Eisele : Otto Johnson

## Critique
Les acteurs sont très jeunes, mais le budget du film n'est pas ridicule[Quoi ?] :
« Lots of low-budget Westerns are saddled with a cast of overweight aging actors. This film goes in the opposite direction, starring a quartet of young men who look like they just started shaving. (...) Still, this is better than many of the low-budget Westerns hitting streaming sites. And the budget allowed for multiple horses and some lovely panoramic views of the Montana filming locations. »
— Mark Francklin, Onceuponatimeinawestern.com

« Beaucoup de westerns à petit budget sont encombrés d'acteurs vieillissants et obèses. Ce film prend le contre-pied, avec un quatuor de jeunes hommes qui semblent avoir à peine commencé à se raser. (...) Malgré tout, c'est mieux que beaucoup de westerns à petit budget disponibles sur les plateformes de streaming. Et le budget permet de voir bon nombre de chevaux et de superbes vues panoramiques des lieux de tournage du Montana. »